# ジョージ・アグニュー・リード
ジョージ・アグニュー・リード（George Agnew Reid RCA、1860年7月25日 – 1947年8月23日）はカナダの画家である。王立カナダ美術アカデミーの会長などを務めた。

## 略歴
カナダ、オンタリオ州のウィンガム(Wingham)の農家に生まれた。建築家の下で短期間、働いた後、1879年にトロントの美術学校（後のオンタリオ州立芸術大学、Ontario College of Art & Design University）で　ロバート・ハリスに学んだ。1882年から1885年はアメリカのフィラデルフィアのペンシルベニア美術アカデミーで学び、トマス・エイキンズの学生の一人であった。1885年にアカデミーで学んでいたメアリー・ヒースター(Mary Hiester)と結婚した。パリに留学し、アカデミー・ジュリアンでジャン＝ジョセフ・バンジャマン＝コンスタンに学び、アカデミー・コラロッシでも学んだ。1888年から1889年にはスペインのプラド美術館で修行し、妻と何度かフランスやイタリア、スペイン、ポルトガルで写生旅行をした。
1889年に王立カナダ美術アカデミーの会員に選ばれた。1904年に、セントルイス万国博覧会のカナダ館で開かれた美術展で銅メダルを受賞した。1897年にオンタリオ美術家協会(Ontario Society of Artists)の会長を務め、1906年から1909年の間は王立カナダ美術アカデミーの会長を務めた。1912年から1918年の間はオンタリオ美術カレッジ(Ontario College of Art)と改名したトロントの美術学校の校長を務めた。第一次世界大戦中の1817年に、カナダ戦争記録局(Canadian War Records department)の依頼で戦時下のカナダの人々の絵を描いた 。
1921年に最初の妻が亡くなった後、1922年に画家のメアリー・リンチ(Mary E. Wrinch)と再婚した。
人物画や風景画を描き、パステルを使った作品や、トロントの旧市庁舎などの壁画も描いた。

## 作品

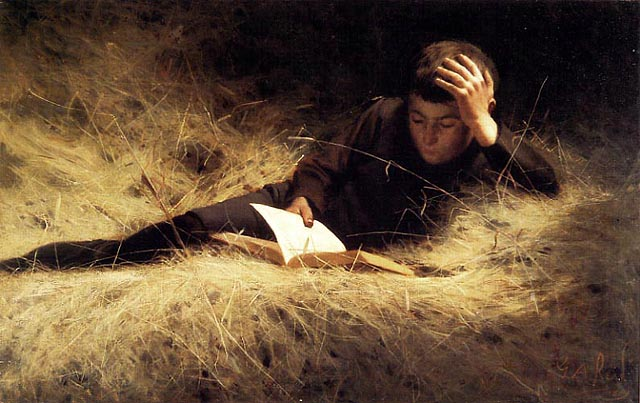
"Forbidden Fruit"(1889)
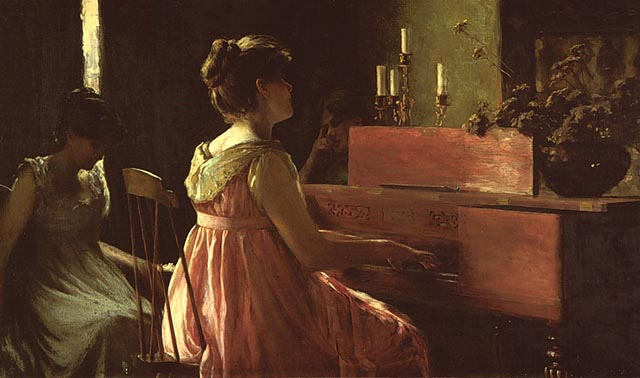
"Adagio"(1893) カナダ国立美術館蔵
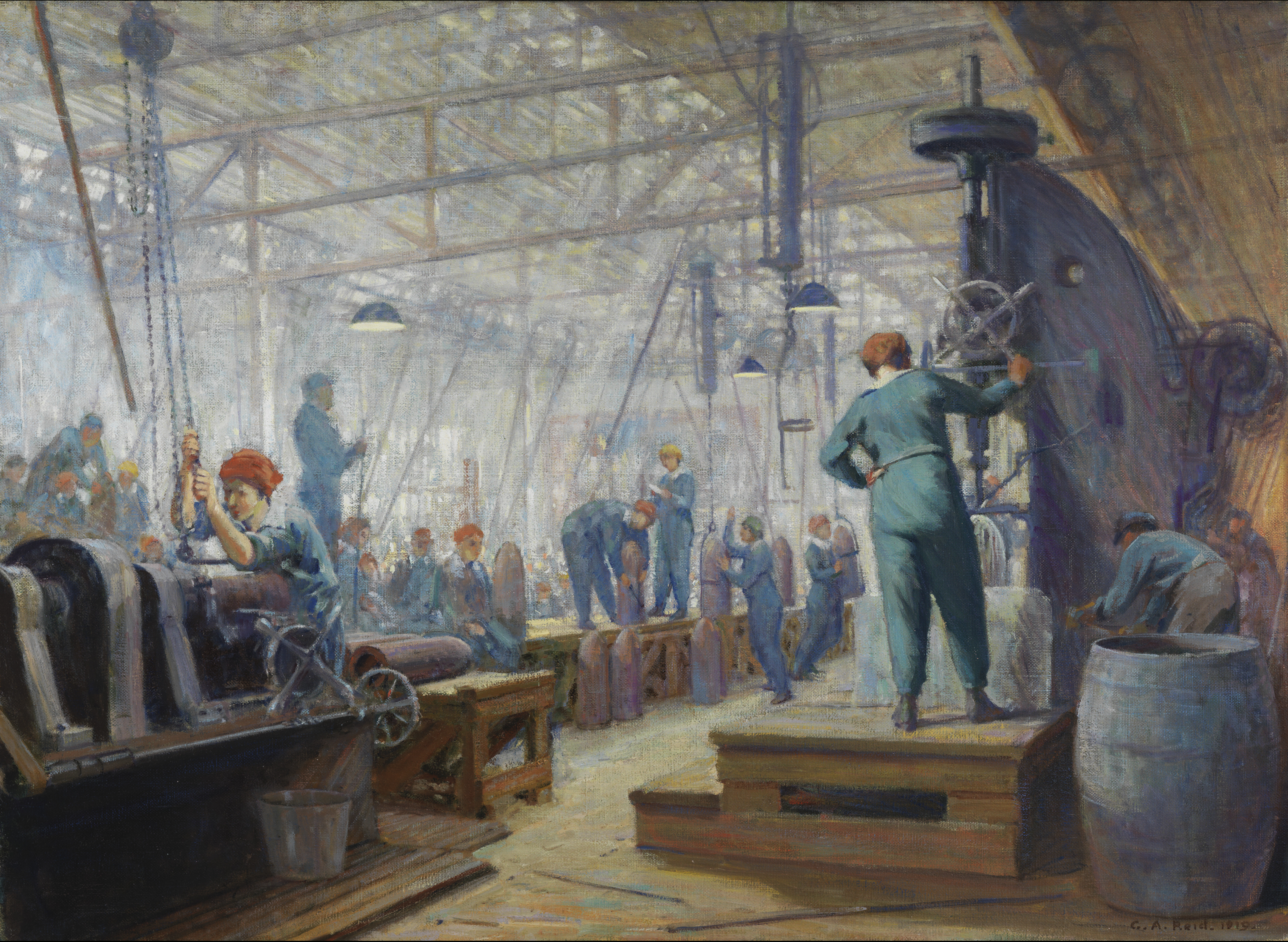
作業中の女性たち(1919) カナダ戦争博物館蔵

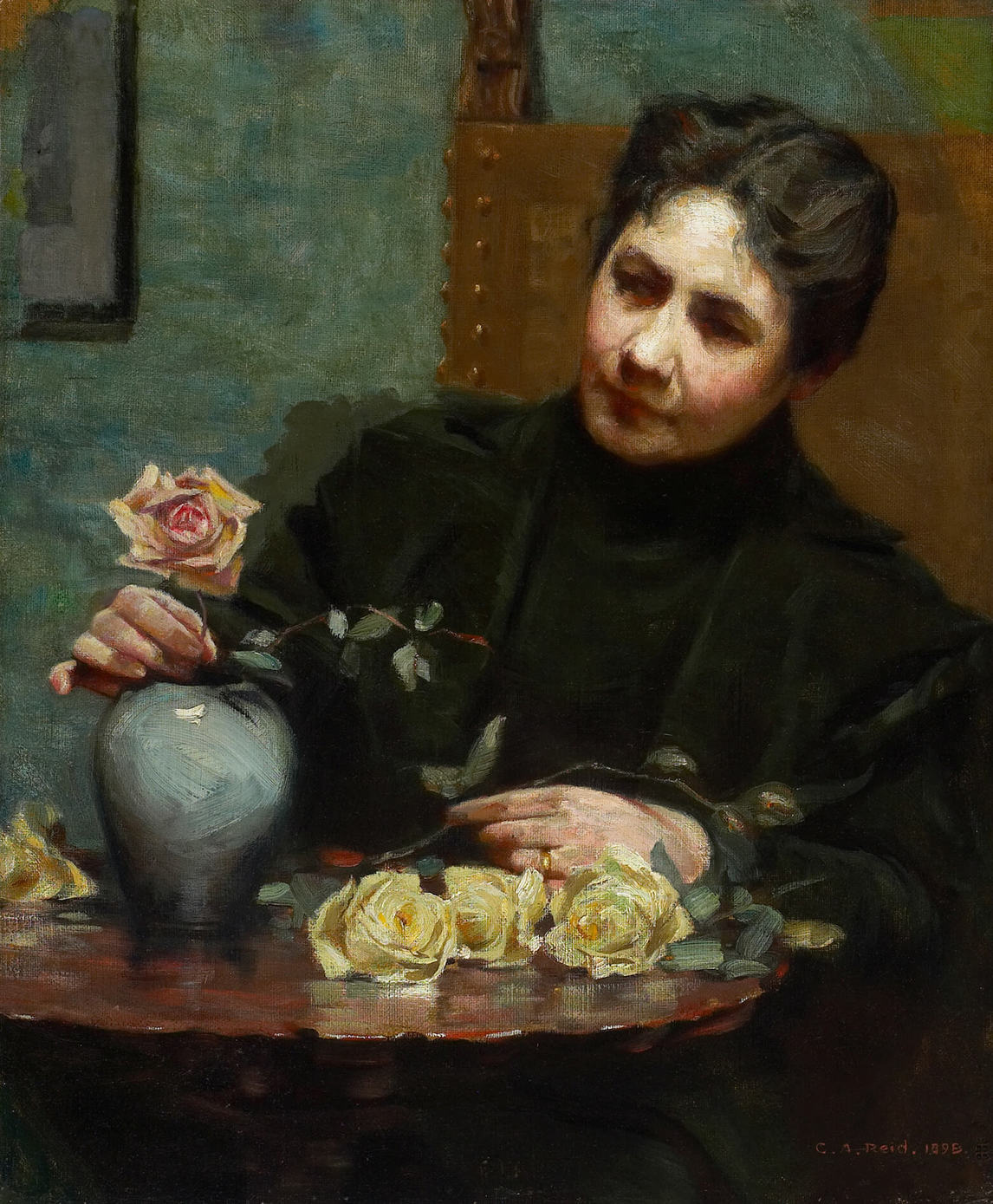
メアリー・ヒースター・リードの肖像画(1898)
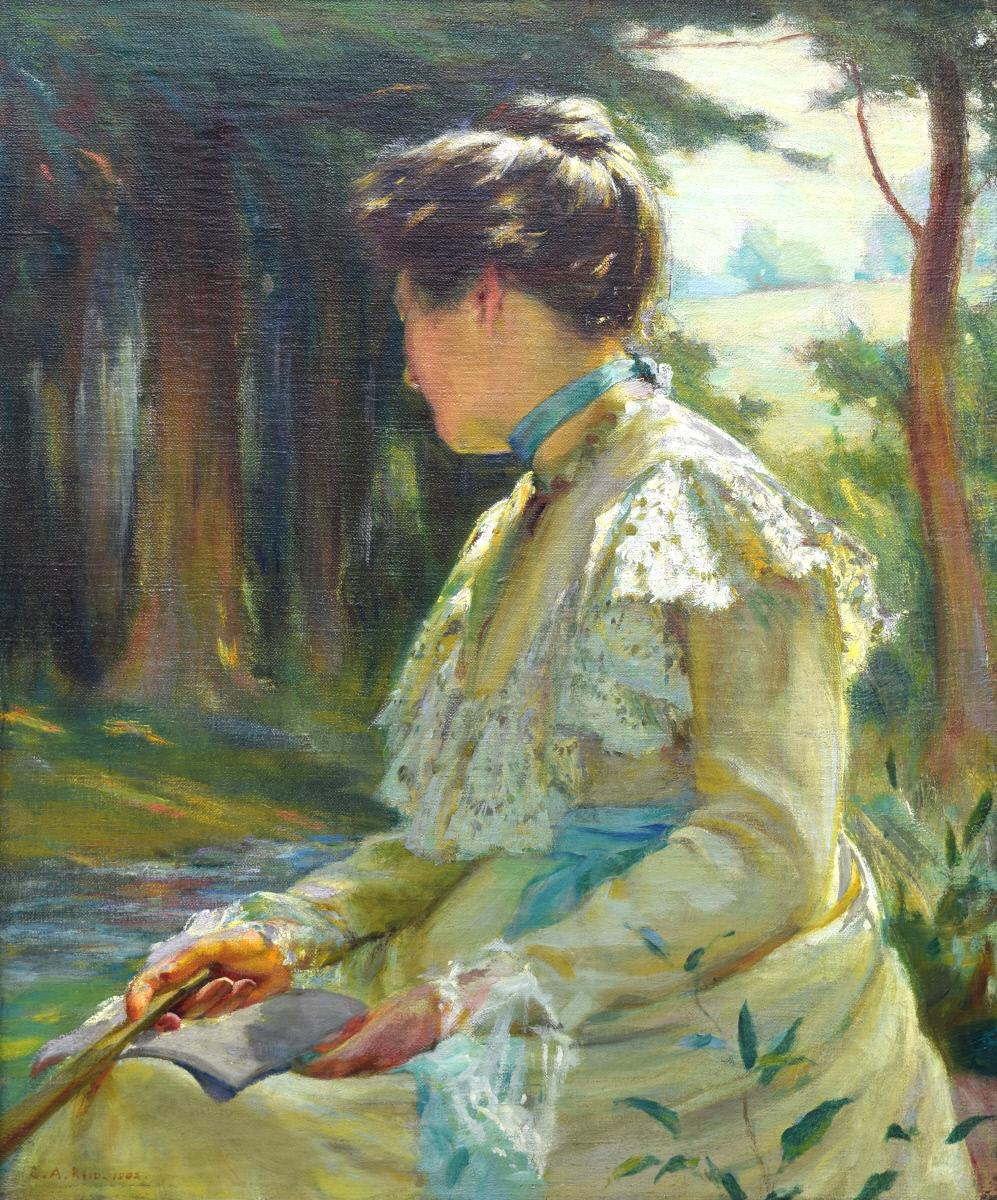
リード夫人の肖像(1902) Reading Public Museum蔵
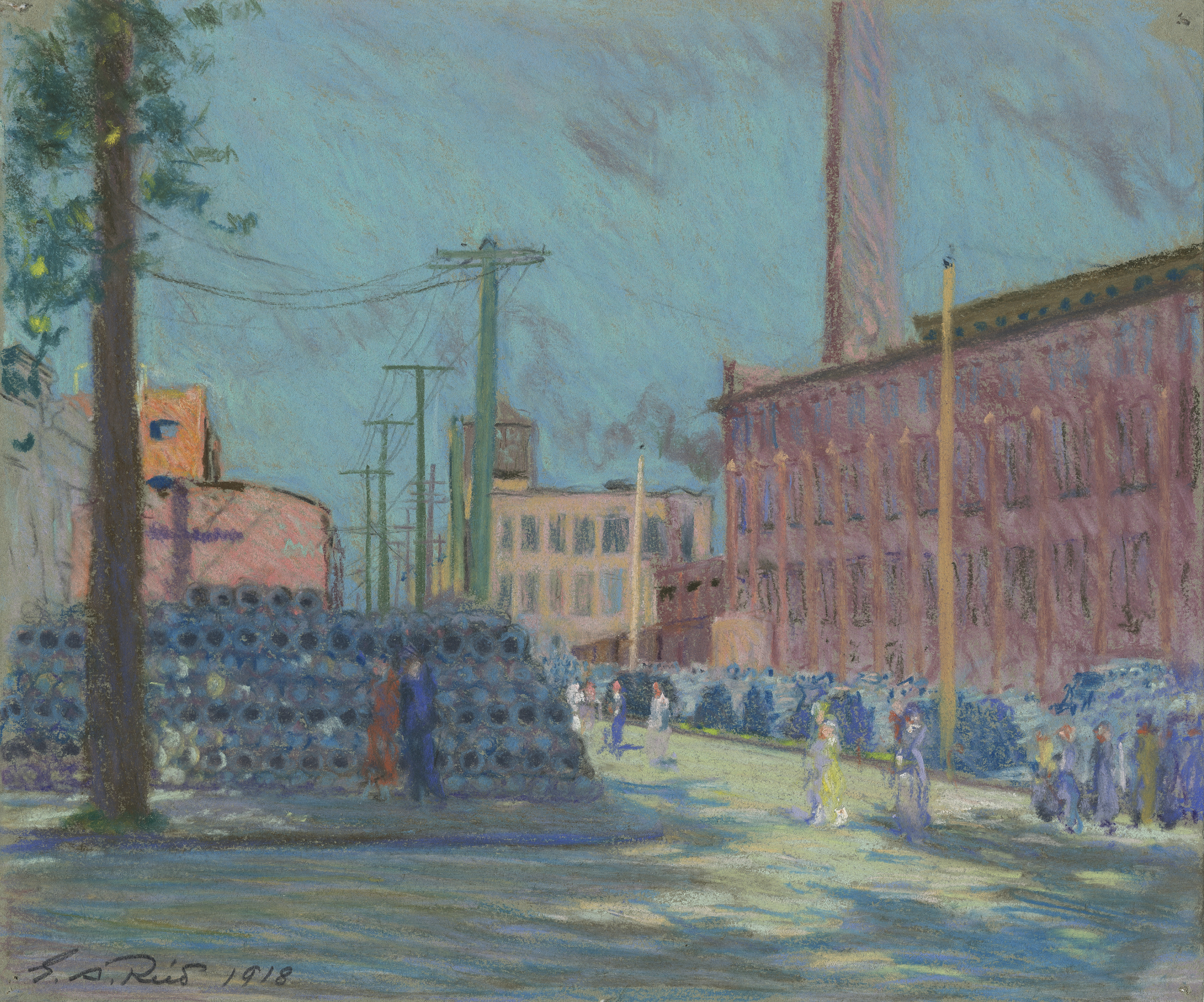
自動車工場の部品の山 カナダ戦争博物館蔵
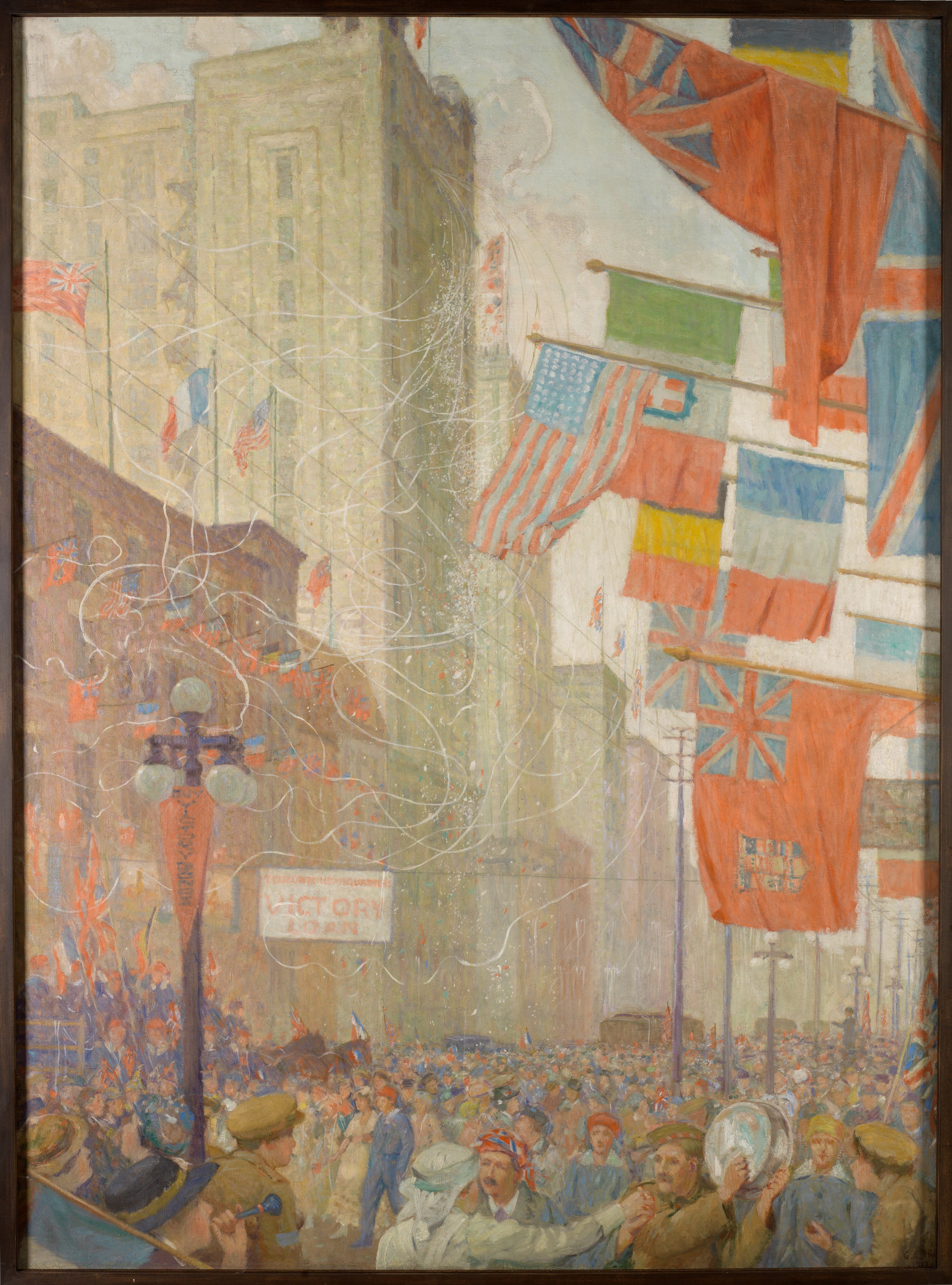
休戦記念日のトロント(1919) カナダ戦争博物館蔵